# Орио ал Серио
О̀рио ал Сѐрио (на италиански: Orio al Serio; на ломбардски: Öre al Sere, Ьоре ал Сере) е село и община в Северна Италия, провинция Бергамо, регион Ломбардия. Разположено е на 214 m надморска височина. Населението на общината е 1734 души (към 2017 г.).
В общинската територия се намира един от най-важните международни летища в Италия, Международното летище „Ил Караваджо“.